# Transevropská dopravní síť

Mapa sítě

Transevropská dopravní síť (anglicky Trans-European Transport Networks, zkratka TEN-T) je síť silničních a železničních koridorů, mezinárodních letišť a vodních cest v Evropské unii. Základním důvodem jejího zřízení bylo zlepšení dopravní infrastruktury v mezinárodní sféře. Byla schválena Evropským parlamentem v roce 1993. Paralelně s tímto systémem vznikl systém panevropských koridorů mezi Evropskou unií a státy střední a východní Evropy. Existují návrhy na sloučení těchto dvou systémů.
Síť TEN-T zahrnuje:
- 75 200 km silnic
- 78 000 km železničních tratí
- 330 letišť
- 270 námořních přístavů
- 210 vnitrozemských přístavů

V roce 1994 bylo zařazeno 14 nových projektů. V roce 2004 byl jejich počet zvýšen na 30. Jejich realizace měla být dokončena do roku 2020, aktuálně se dělí na jádro (do roku 2030) a ostatní závaznou síť (do roku 2050).
V červenci 2022 Evropská komise a Evropská investiční banka zahájili práce na předběžné studii proveditelnosti napojení Ukrajiny a Moldávie na síť TEN-T v rámci poválečné obnovy. Železniční tratě by měly mít standardní evropský rozchod.